# Trennungsgang
Unter einem Trennungsgang versteht man in der analytischen Chemie eine methodische Vorschrift, bei der eine unbekannte Lösung mit Hilfe selektiver Reagenzien in einzelne Stoffgruppen getrennt wird.
Die Trennung in einzelne Stoffgruppen wird durch selektives Überführen in schwerlösliche Niederschläge erreicht, die anschließend durch Filtration abgetrennt werden können. Die überstehende Lösung wird auf die nächste Gruppe geprüft.
Die so erhaltenen Gruppen, die nach ihren Fällungsreagenzien benannt sind, werden darauf folgend weiter aufgearbeitet, bis schließlich mit Hilfe spezifischer Nachweisreaktionen Aussagen über die qualitative Zusammensetzung der Probe gemacht werden können. Die Anfänge und Entwicklung solcher Trennungsgänge gehen bis ins Altertum zurück.

## Trennungsgänge

### Kationentrennungsgang
Der „Klassische Trennungsgang“ wurde 1841 von Carl Remigius Fresenius vorgeschlagen.

### H2S-Gang
Der H2S-Gang wurde 1980 von Duncan Burns, Alan Townshend und Arthur Catchpole vorgeschlagen und baut auf dem klassischen Trennungsgang auf.
Beide Trennungsgänge haben gemeinsam, dass vor Beginn der Kationentrennung – eventuell störende – Anionen bestimmt und gegebenenfalls entfernt werden müssen.

### Stas-Otto-Trennungsgang
Der Stas-Otto-Trennungsgang wurde um 1850 von Jean Servais Stas erstmals beschrieben und von Friedrich Julius Otto in eine anwendbarere Form umgearbeitet.